# Lyder Sagen
Lyder Christian Sagen (13. marts 1777 i Bergen – 16. juni 1850) var en norsk skolemand og digter, kendt for sit lange virke som lærer i Bergen.
I 20-årsalderen kom han til København som student og revedes med af tidens æstetiske tendens. I "Danske Tilskuer"
for 1800 så han sit første digt trykt og blev medlem af "Selskabet for Sandhed" samt Rahbeks ven og beundrer. Efter fem års interesseret tjeneste som lærer ved Christianis Institut i København flyttede Sagen til nytår 1806 hjem til Bergen som adjunkt ved Katedralskolen og virkede siden utrættelig som lærer i modersmål og fra 1814 som overlærer, idet han tillige havde timer ved den efter hans eget initiativ stiftede realskole.
1824 deltog han i oprettelsen af en tegneskole, 1825 af Bergens Museum, 1838 af Bergen Kunstforening, og han var altid redebon til tjeneste som den livlige bys officielle lejlighedspoet. Sin største indflydelse har Sagen udøvet som inspirerende lærer for en række begavede elever (bl.a. Welhaven og Jonas Lie). Nogen samlet udgave af sine utallige rimprodukter var han beskeden nok til ikke at sørge for; hans engang stærkt benyttede "Læsebog" (1808, 1820, 1834) er nu glemt, men drikkevisen "Diogenes vranten og stolt" (1815) er fremdeles i friskt minde.